# Helvetios
Helvetios is het vijfde studioalbum van de Zwitserse folkmetalband Eluveitie. Het album werd uitgebracht door Nuclear Blast op 10 februari 2012.

## Nummers

### Cd
1. Prologue - 1:24
2. Helvetios - 4:00
3. Luxtos - 3:56
4. Home - 5:16
5. Santonian Shores - 3:58
6. Scorched Earth - 4:18
7. Meet the Enemy - 3:46
8. Neverland - 3:42
9. A Rose for Epona - 4:26
10. Havoc - 4:05
11. The Uprising - 3:41
12. Hope - 2:27
13. The Siege - 2:44
14. Alesia - 3:58
15. Tullianum - 0:24
16. Uxellodunon - 3:51
17. Epilogue - 3:16
18. A Rose for Epona - 3:49 (akoestische versie, bonustrack op limited-edition-cd)

### Dvd
1. A Rose for Epona (videoclip)
2. Havoc (videoclip)
3. A Rose for Epona (blik achter de schermen)
4. Havoc (idem)
5. A Closer Look at the Lyrics
6. Live at Feuertanz Festival 2010 (vier livenummers)